# Eisfeld
Eisfeld település Németországban, azon belül Türingiában. Lakosainak száma 7344 fő (2023. december 31.). Eisfeld Auengrund és Masserberg községekkel határos.

## Története
Eisfeld nevét először a fuldai kolostor 802-817 között kelt okirata említette Asifelden néven. A településről a következő adat 1316-bnól való, amikor VII. Berthold Von Henneberg gróf birtokába került. 1323-ban Berthold gróftól elnyerte a városi jogot.
A würzburgi gyülekezethez tartozó városban 1525-ben vezették be a reformációt. A harmincéves háború alatt a város kétszer teljesen elpusztult, és lakói négyötöde vesztette életét. Eisfeldben 1587-1674 között volt a boszorkányüldözés. 1680 és 1826 között Eisfeld Szász-Hildburghausen, majd Saxe-Meiningen része volt. Az első gazdasági sikereket az úgynevezett Schnetter ládával való kereskedelem hozta  - ezek gondosan festett, közismertebb díszített ládák és bútorok voltak, a 19. században Észak-Württemberg, Hessen és Bajorország területén.

## Itt születtek, itt éltek
- Otto Ludwig (1813-1865) költő - fiatalkorát itt töltötte a város szélén az úgynevezett nyári házban.

## Galéria

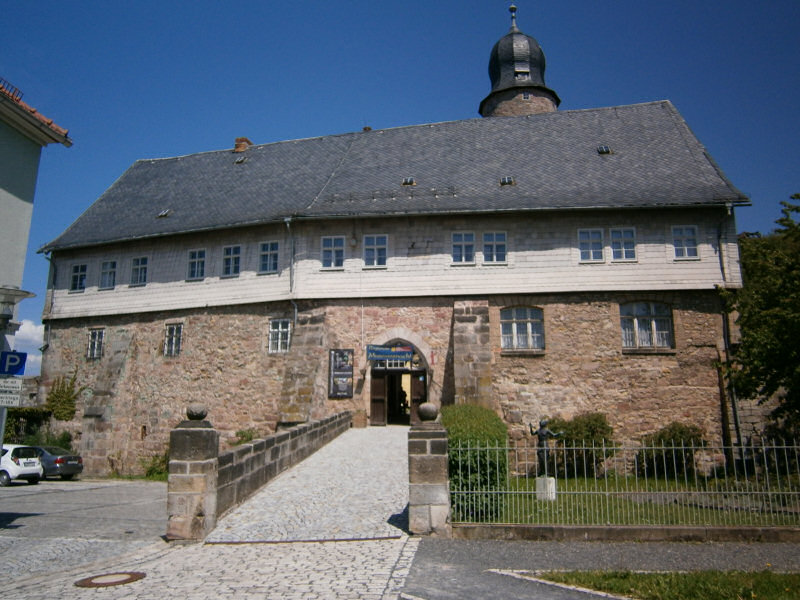
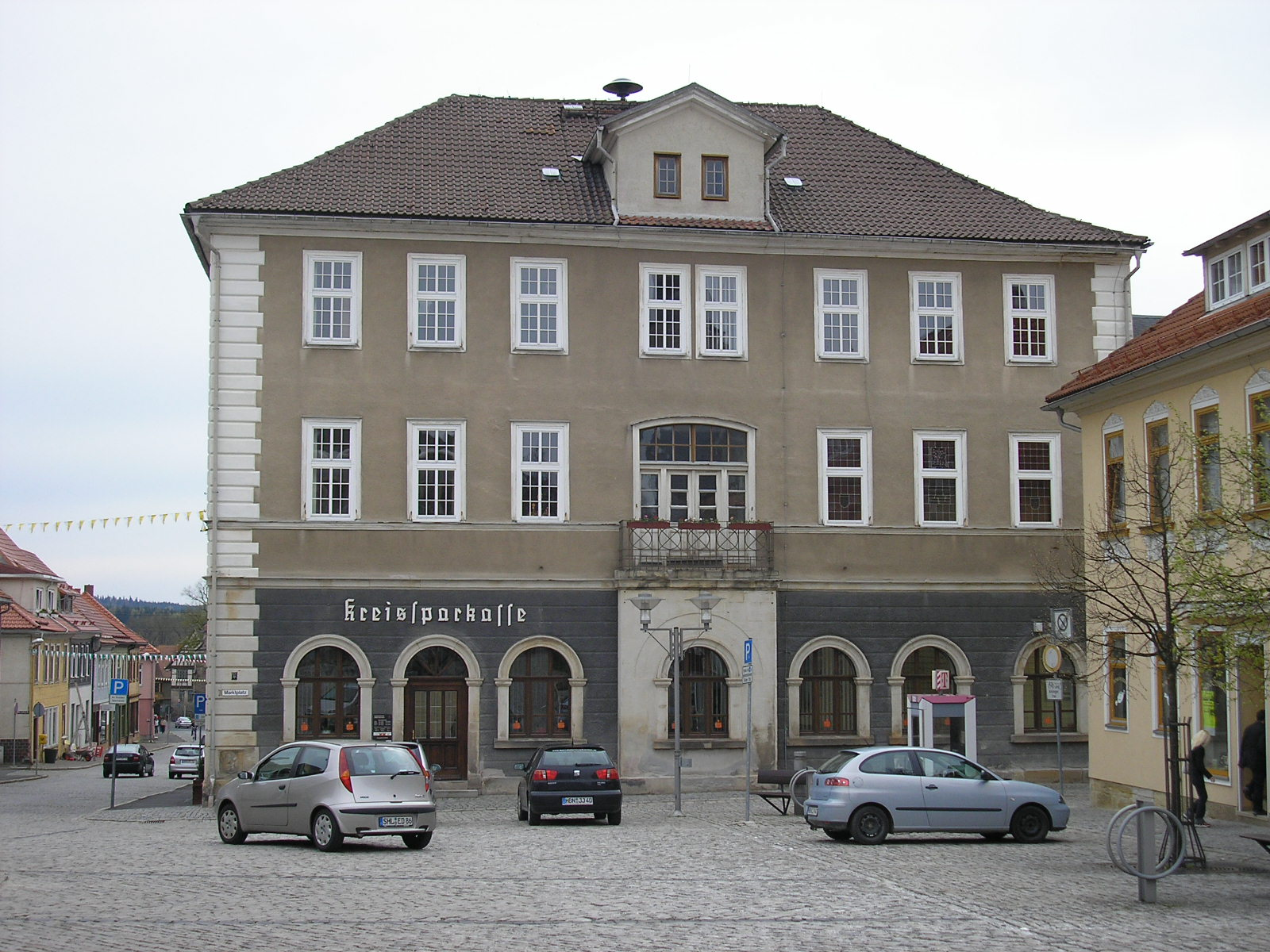
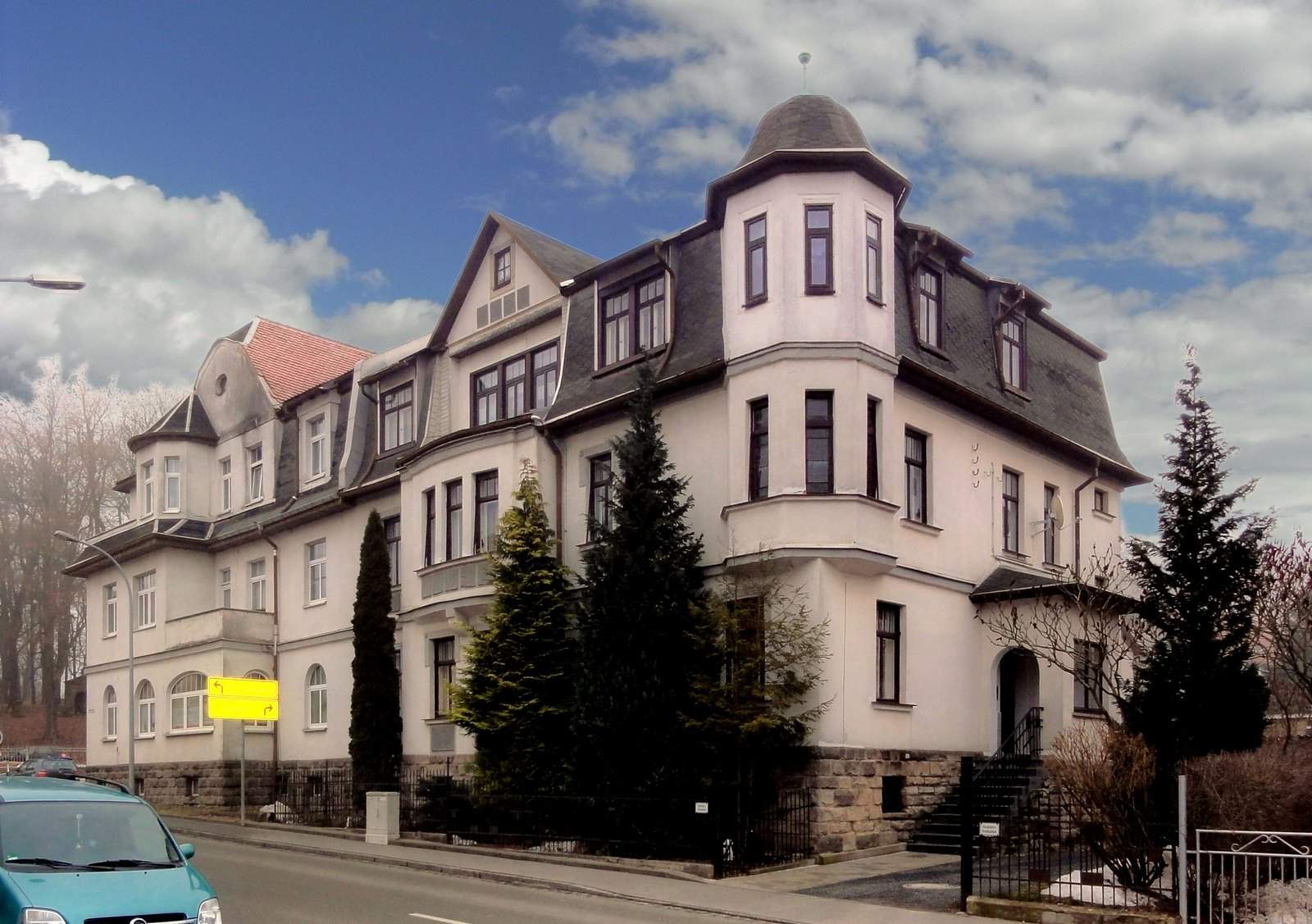
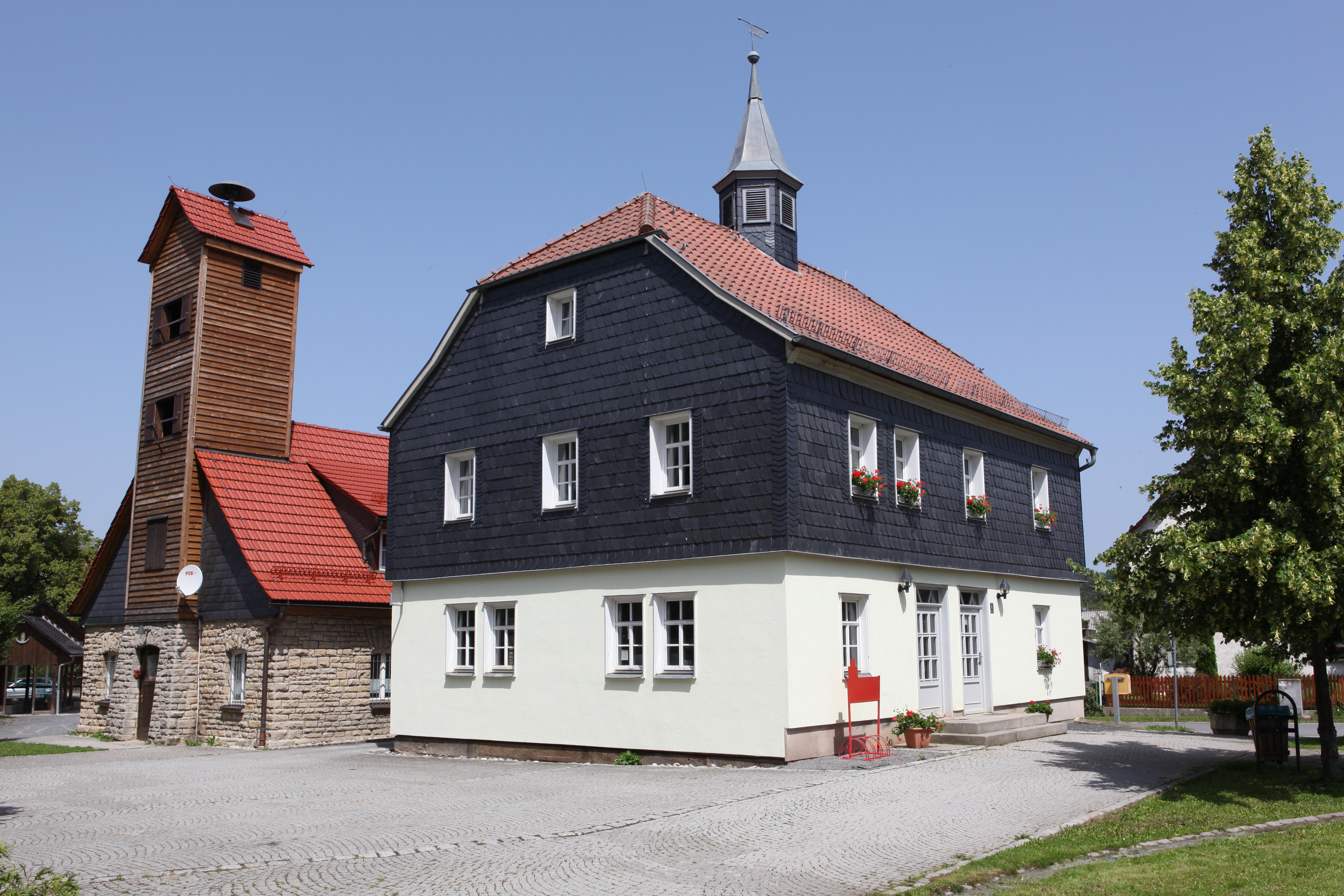
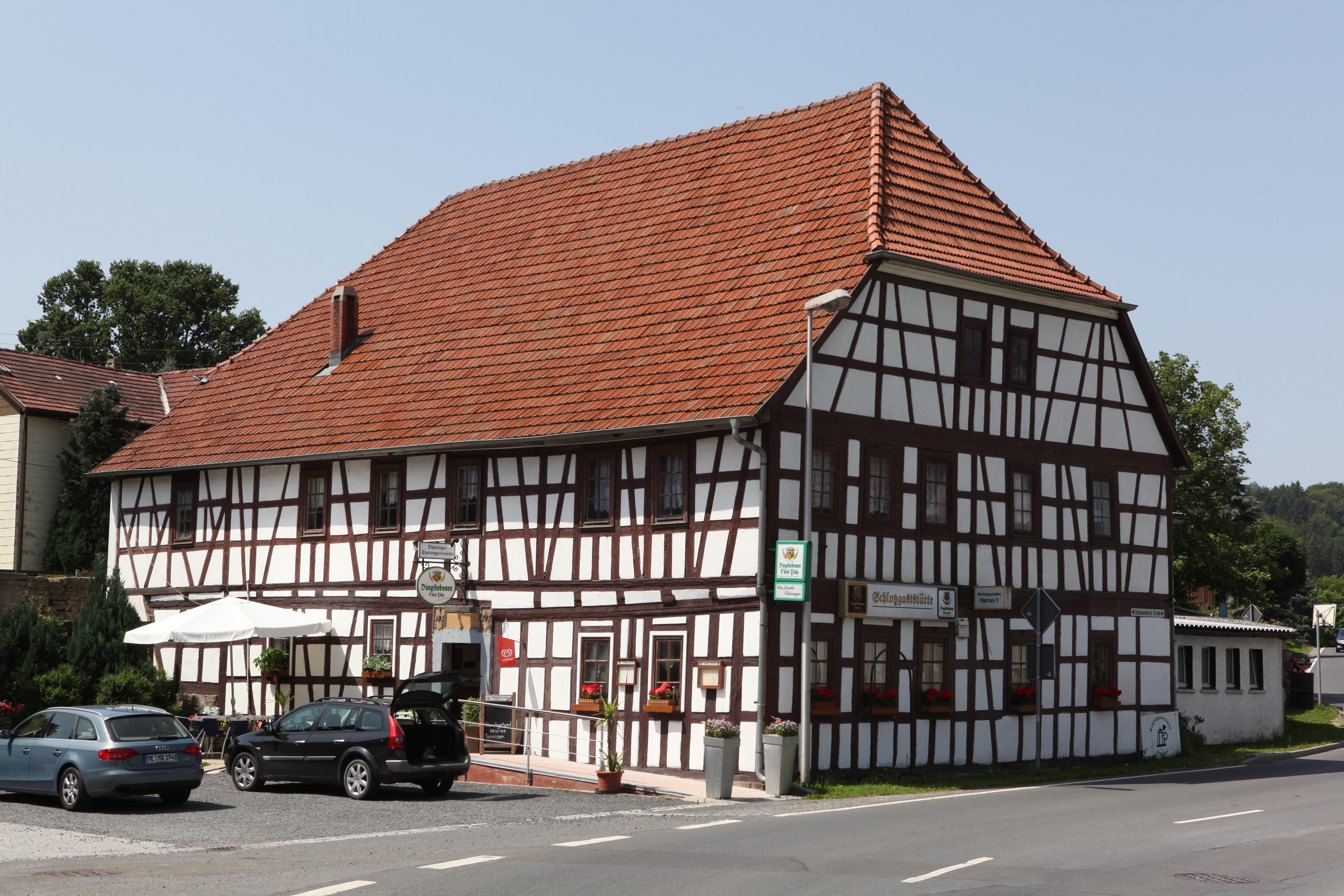
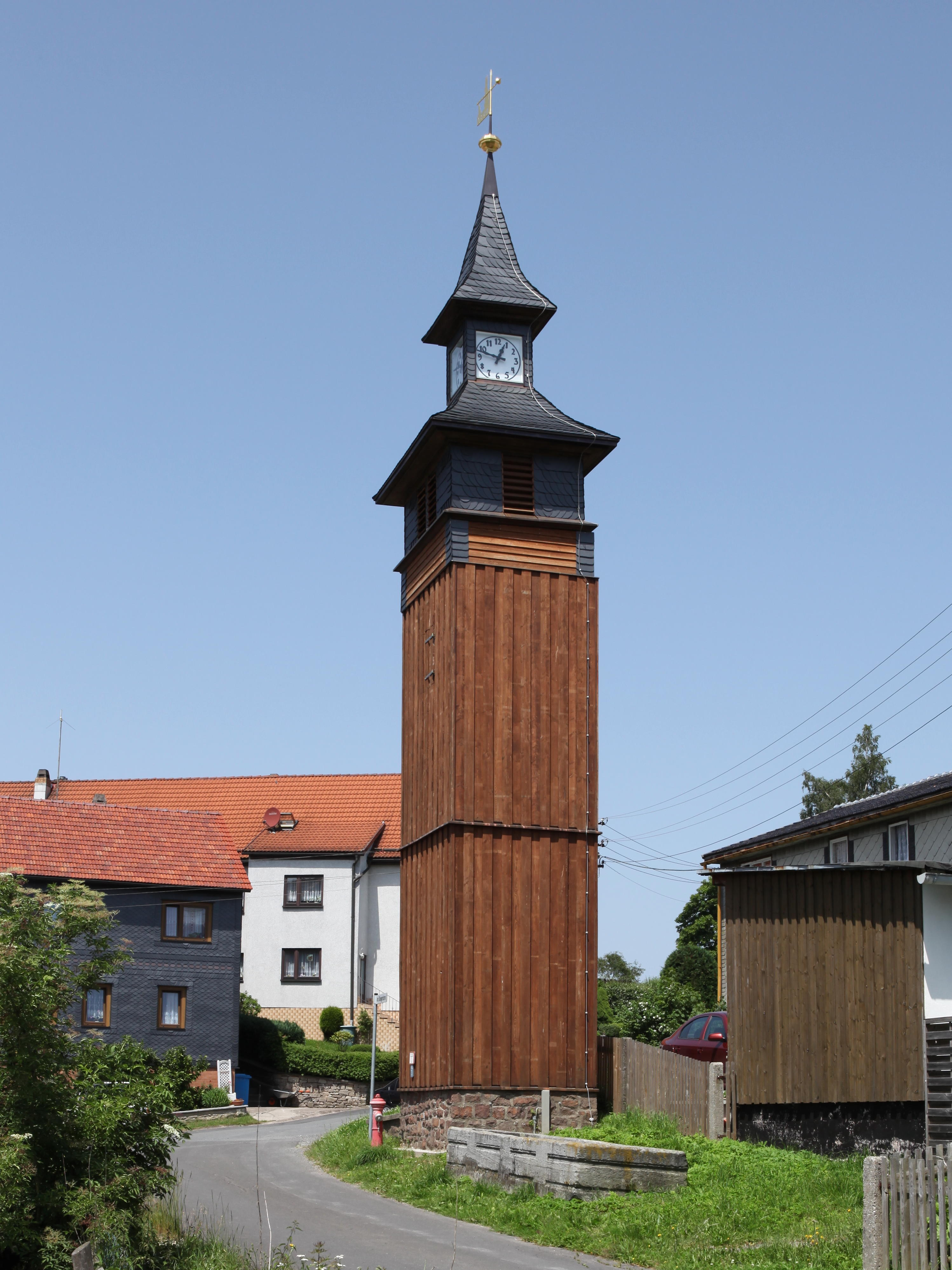
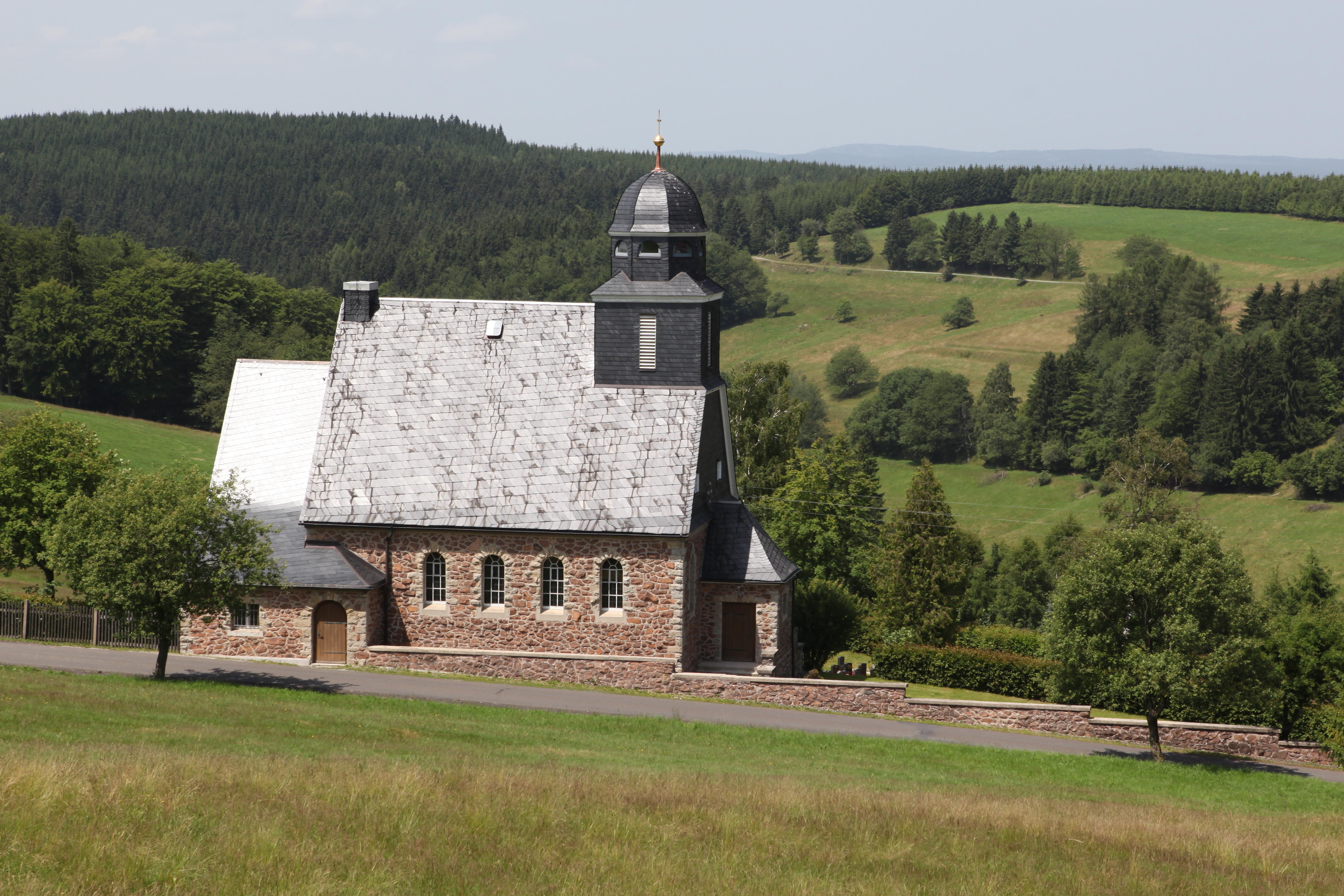
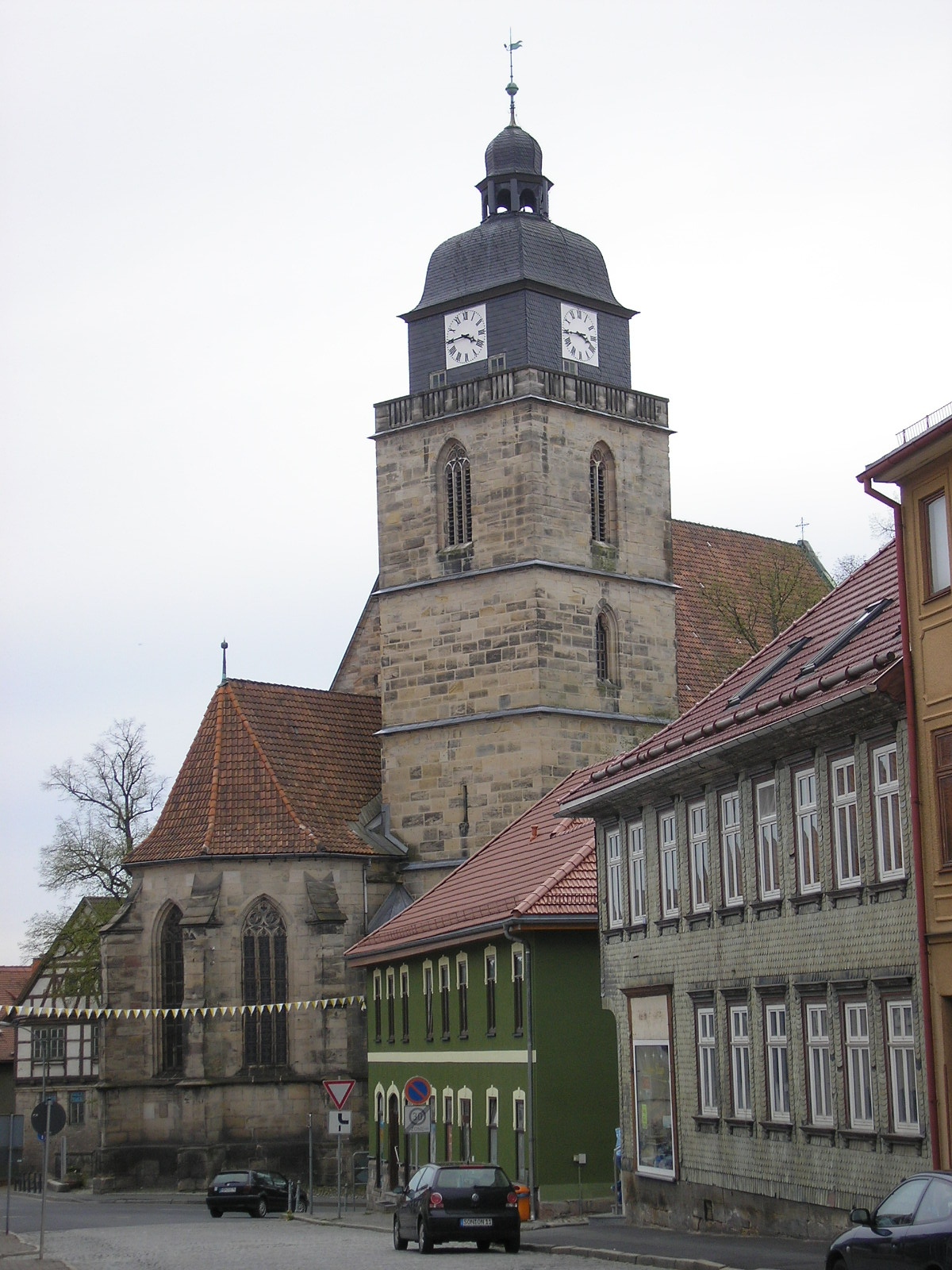
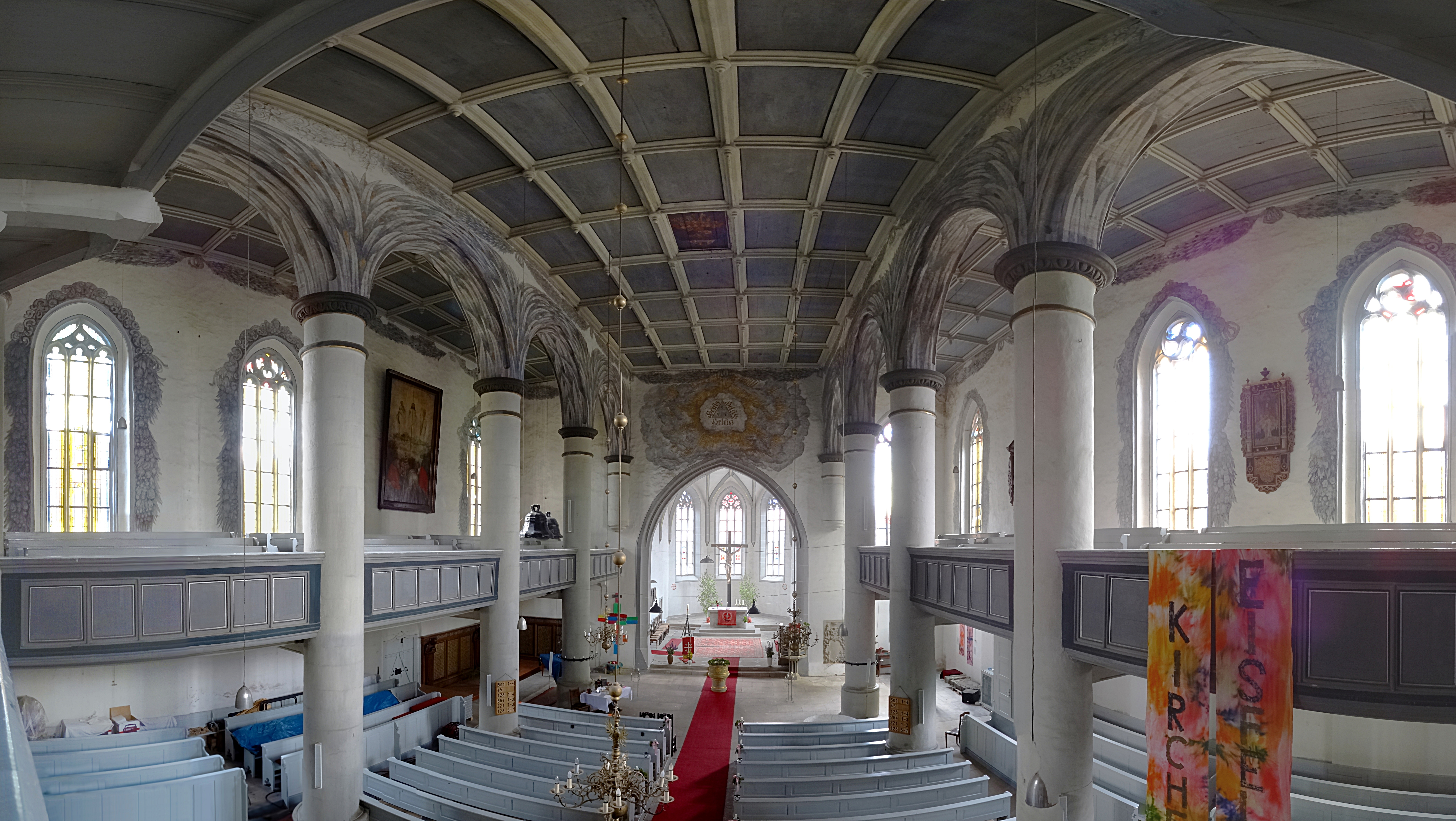
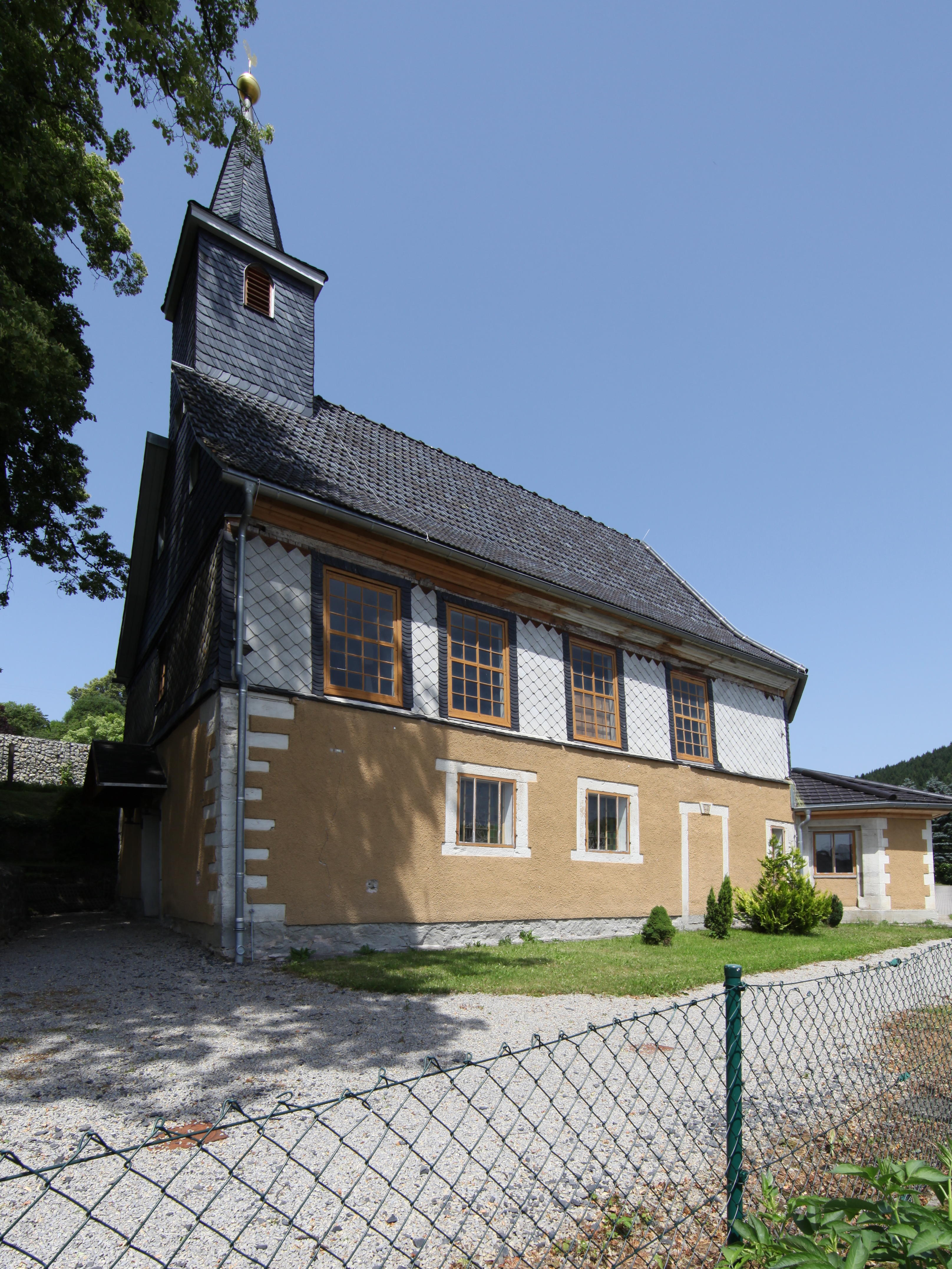
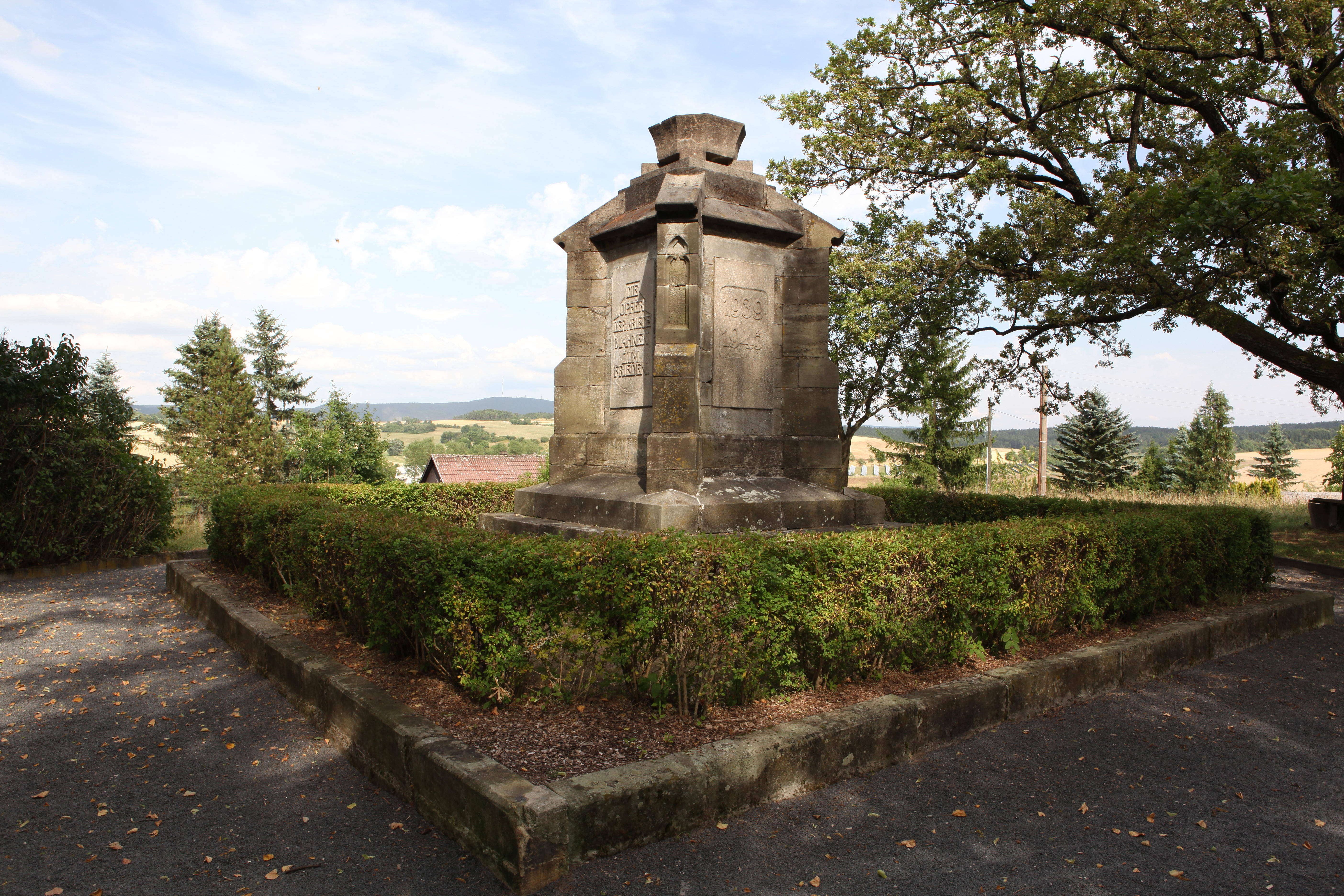
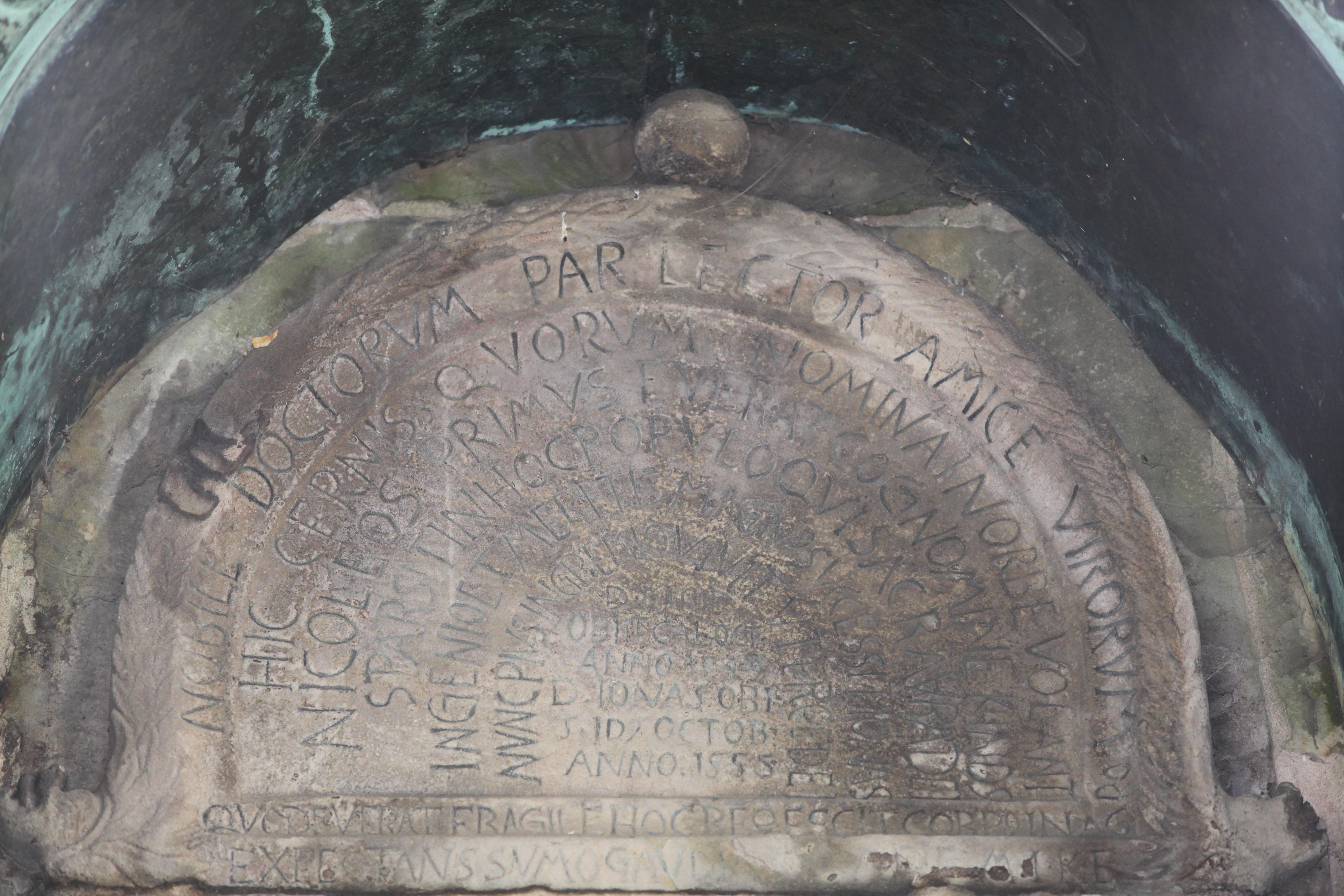
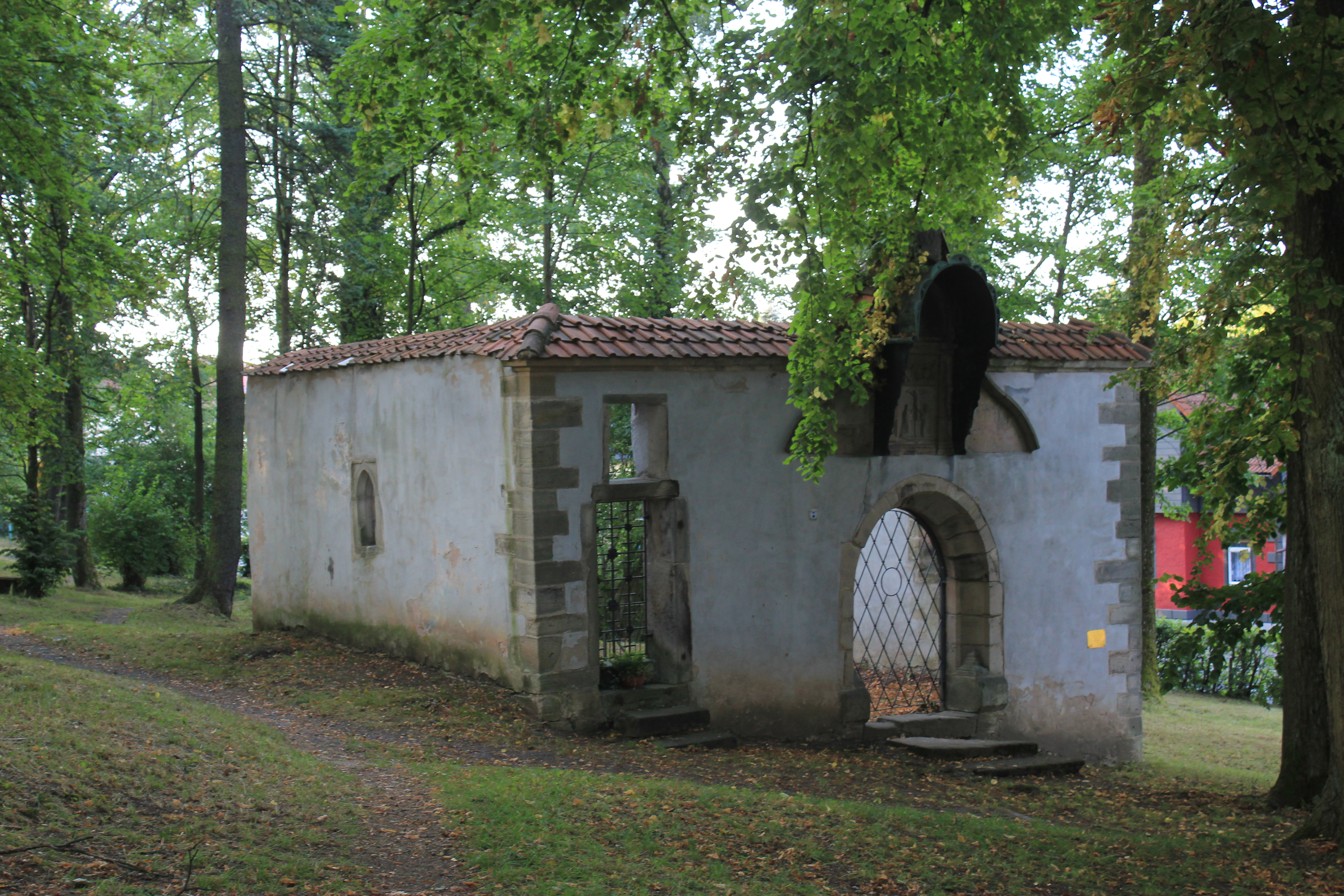
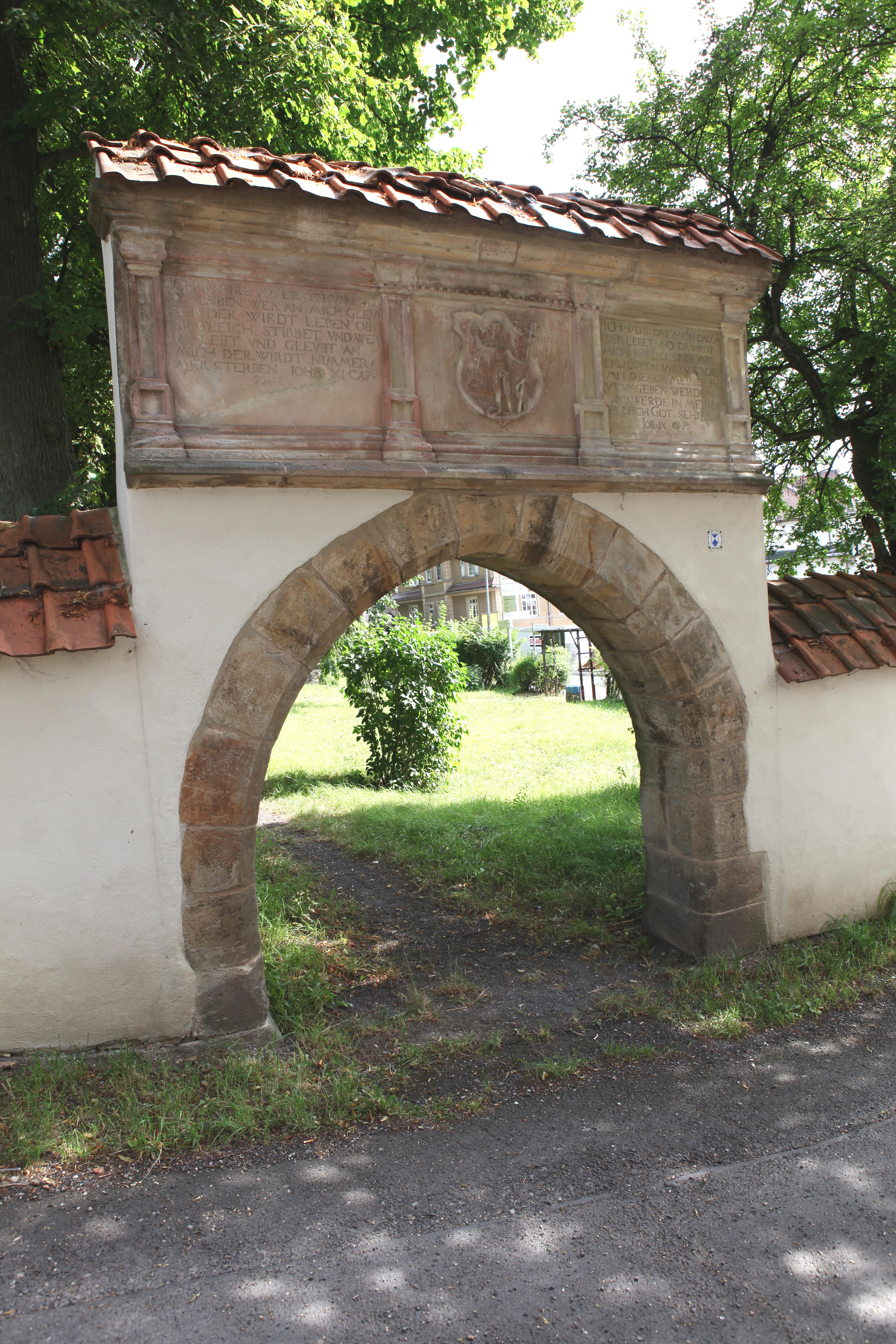

## Nevezetességek
- Kastély (Schloss)
- Szent Miklós templom

## Népesség
A település népességének változása:
| Lakosok száma | 5661 | 5623 | 5664 | 7646 | 7454 | 7412 | 7344 |
|               | 2013 | 2015 | 2017 | 2019 | 2021 | 2022 | 2023 |